# باشگاه فوتبال هیتچین تاون
باشگاه فوتبال هیتچین تاون (به انگلیسی: Hitchin Town Football Club) یک باشگاه فوتبال در شهر هیتچین، کشور انگلستان است که در سال ۱۸۶۵ میلادی تأسیس شده‌است.